# 누에나방상과
누에나방상과는 나방의 상과이다. 누에나방과 산누에나방, 박각시 나방을 포함하고 있다. 역사적으로 솔나방상과와 통합하여 분류해 왔지만 현재는 별도로 분류하고 있다. 유충(애벌레) 단계에서 뿔이 나타나기도 한다.

## 하위 분류
| - Apatelodidae - 누에나방과 (Bombycidae) - 왕물결나방과 (Brahmaeidae) - Carthaeidae - Endromididae | - Eupterotidae - Lemoniidae - Mirinidae - 산누에나방과 (Saturniidae) - 박각시과 (Sphingidae) |